# Rene Nøddeskov Ludvigsen
Rene Nøddeskov Ludvigsen også kaldet "Ludvig" (født 17. januar 1961), er et  højtstående medlem af rockergruppen Hells Angels, som den 17. oktober 1986 ved et nævningeting i Østre Landsret blev idømt 16 års fængsel for dobbeltdrabet på Bullshit-præsidenten Anker Walther Marcus, kaldet "Høvding" og den 20-årige christianit, Lars Michael Larsen.
Under Den store Nordiske Rockerkrig i 1996-97, agerede den senere landskendte toprocker Brian Sandberg livvagt for ham. I 2005 blev Ludvigsen udsat for et knivoverfald på Gothersgade i København. Ifølge bogen "Exit Hells Angels" er han i dag flyttet til Thailand, hvor han har giftet sig og fået børn med en lokal kvinde, men er dog stadig medlem af Hells Angels.

## Baggrund

### Dobbeltdrabet på Christiania
Den 21. december 1985 klokken 04:45, blev præsidenten for rockergruppen Bullshit, den 38-årige Anker Walther Marcus, kaldet "Høvding", skudt ned og dræbt på Cafe Nemoland inde på Christiania. To mænd fra den rivaliserende rockergruppe Black Sheep (senere Hells Angels), 24-årige Ole Bonnesen Nielsen også kaldet "Ost" og den 23-årige Rene Nøddeskov Ludvigsen, trådte ind på værtshuset Cafe Nemoland, der på daværende tidspunkt stadigvæk blev betragtet af Bullshit som deres territorium. Retsmedicinske undersøgelser viste, at Anker Walther Marcus var blevet ramt i hovedet og på overkroppen af 8 skud fra en 9 mm. pistol.
Nielsen og Ludvigsen påstod under retssagen, at Marcus trak sit våben først, og det derfor var lovlig nødværge, at de skød og dræbte ham. Et af de skud som blev affyret, ramte tilfældigt den 20-årige christianit, Lars Michael Larsen, direkte i munden. Han sad ved et bord midt i lokalet og var dræbt på stedet.
Anklageren kaldte mordet på Marcus for en ren likvidering, mens drabet på Larsen formentlig var et uheld. Østre Landsret afsagde dom den 17. oktober 1986, hvor både Nielsen og Ludvigsen blev idømt 16 års fængsel for dobbeltdrabet. De blev begge prøveløsladt i 1997 efter at have afsonet knap 12 års fængsel.
Marcus, blev den 9. januar 1986 begravet på Tårnby Kirkegård, ved siden af den tidligere præsident af rockergruppen Bullshit, Henning Norbert Knudsen også kaldet "Makrellen", som blev skuddræbt den 25. maj 1984 af  Jørn »Jønke« Nielsen.

### Den Særlige Klageret
I 2004 valgte de to Hells Angels-rockere, Ludvigsen og Nielsen, at klage til Den Særlige Klageret i et forsøg på at få deres sag genoptaget, blive frifundet og få erstatning. Dette skete på baggrund af undersøgelseskommissionen i Østre Landsret, hvor eksrockeren Dan Lynge havde forklaret, at Ludvigsen og Nielsen handlede i nødværge, da Marcus blev skudt på værtshuset Nemoland.
I 2007 afviste Den Særlige Klageret at genoptage sagen. De drabsdømte krævede, at sagen skulle gå om, fordi der var kommet nye oplysninger frem i sagen, som efter deres opfattelse kunne have ført til en mildere straf eller ligefrem frifindelse. Oplysningerne kom fra eksrockeren Dan Lynge, som fungerede som meddeler for politiet under rockerkrigen mellem Bandidos og Hells Angels i 1990’erne.
Anklagemyndigheden hørte først Lynges forklaring i 1991, da Ludvigsen og Nielsen havde siddet bag tremmer i seks år. Men det ændrede ingenting. Der kom først skub i tingene igen, da fire journalister fra Ekstra Bladet og Bastard Film afslørede politiets brug af Lynge som meddeler. Afsløringerne førte til nedsættelsen af en undersøgelseskommission. I maj 2004 kom Lynges forklaring frem i offentlighedens lys, og det foranledigede de to drabsdømte til at kræve sagen genoptaget.
Klageretten havde i sin behandling af sagen sammenholdt Lynges forklaringer fra den person, som angiveligt trak våbnet først på Nemoland i 1985, med de beviser, som blev fremlagt i Østre Landsret i 1986, da sagen blev behandlet. Og ifølge klagerettens kendelse havde de nye oplysninger ikke kunne ændre på sagens udfald.